# Kulim Jaya
Kulim Jaya is een bestuurslaag in het regentschap Indragiri Hulu van de provincie Riau, Indonesië. Kulim Jaya telt 3402 inwoners (volkstelling 2010).